# Xenoclostera
Xenoclostera is een geslacht van vlinders van de familie tandvlinders (Notodontidae).

## Soorten
- X. argyrocraspeda Kiriakoff, 1970
- X. junctura Moore, 1879